# Луис Густаво (футболист, 2008)
Луис Густаво Лучио Антонио (порт.-браз. Luis Gustavo Lucio Antonio); более известный, как Луис Густаво (порт.-браз. Luis Gustavo) род. 7 февраля 2008) — бразильский футболист, полузащитник клуба «Ред Булл Брагантино».

## Клубная карьера
Густаво — воспитанник клуба «Ред Булл Брагантино».

## Международная карьера
В 2025 году Густаво в составе юношеской сборной Бразилии принял участие в молодёжном чемпионате Южной Америки в Колумбии. На турнире он сыграл в матчах против команд Уругвая, Венесуэлы, Эквадора, Чили и Колумбии. В поединке против эквадорцев Луис забил гол.

## Достижения
Международные
 Бразилия (до 17)
- Победитель юношеского чемпионата Южной Америки — 2025